# Dolejší Padrťský Rybník
Dolejší Padrťský Rybník är en sjö i Tjeckien.   Den ligger i regionen Mellersta Böhmen, i den centrala delen av landet, 70 km sydväst om huvudstaden Prag. Dolejší Padrťský Rybník ligger 631 meter över havet. Arean är 0,28 kvadratkilometer. Den ligger vid sjön Hořejší Padrťský Rybník. I omgivningarna runt Dolejší Padrťský Rybník växer i huvudsak barrskog. Den sträcker sig 1,3 kilometer i nord-sydlig riktning, och 0,5 kilometer i öst-västlig riktning.